# 케이크 (잡지)
《케이크》(Cake)는 시공사에서 발행하던 격주간 만화 잡지이다. 1999년 7월 9일(창간호는 8월 1일자)  창간되어 2002년 5호(2월 14일, 발행은 3월 1일자)를 마지막으로   폐간되었다. 

## 연재 작품
- 新 로미오와 줄리엣
- 두 사람이다
- Glory Age
- 동방해이
- 파인 키스
- 미열소녀
- Kiss Me 프린세스(당초  단편으로 연재(2001년 10월 15일자)했으며 2001년 12월 15일자부터 2002년 1월 1일자까지 2부작 형식으로 연재했고 그 해 2월 15일자부터 새롭게 연재했으나 해당 잡지 폐간(2002년 3월 1일자) 후 뒷날 같은 회사에서 새롭게 창간한 비쥬에서 재연재되었는데 이 잡지가 폐간(2004년 7월)되면서  한때 미완결 위기에 놓였지만 인터넷 온라인 <이코믹스>와 현대지능개발사와의 협력을 통해 <이코믹스> 2004년 8월 6일자부터 연재가 재개되어 2006년 4월 18일 막을 내렸으며 그 탓인지 7권부터 현대지능개발사로 발행사가 바뀌어 우여곡절 끝에 9권으로 완결을 맺음)
- COMIC(원래 Issue에 연재해 왔으나 해당 잡지 4호부터 매체를 이동했는데 <케이크> 폐간 후 비쥬로 이동)
- Salad Days
- 체크(<케이크> 폐간 뒤 비쥬로 이동)
- 적루(赤淚)
- Destiny
- 마왕일기
- 와니와 준하
- 계율이의 스쿨라이프
- Long Vacation
- Oh, Boy!
- T.R.Y.(<케이크> 폐간 뒤 비쥬로 이동)
- 소녀행
- 퍼플 하트

## 같이 보기
- 비쥬
- 윙크
- 이슈